# Partido de Hurlingham

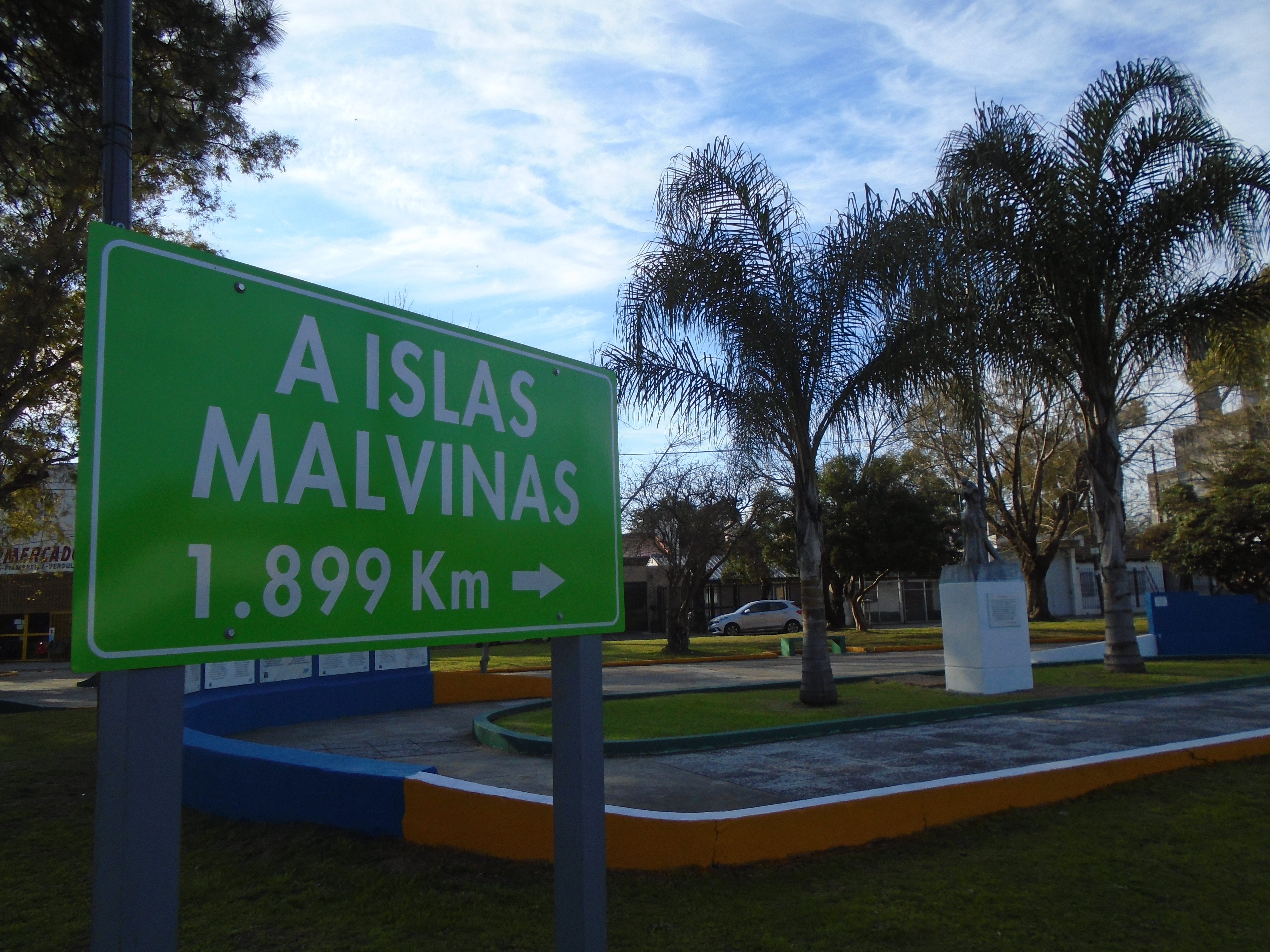
Monumento a los Caídos en Malvinas (Hurlingham).

Hurlingham es uno de los 135 partidos de la provincia de Buenos Aires, de la República Argentina. Forma parte del aglomerado urbano conocido como Gran Buenos Aires, ubicándose en la zona oeste del mismo.
Con una superficie de 37,8 km²  es el segundo partido más pequeño de la provincia de Buenos Aires.

## Historia

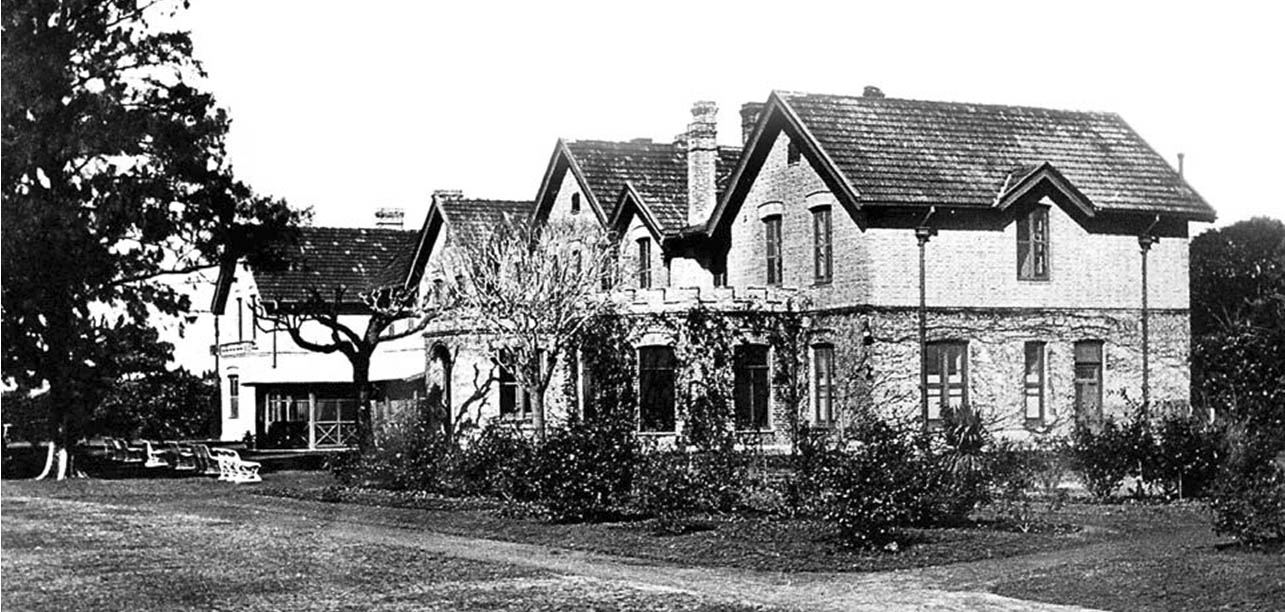
La primera casa club en Hurlingham, inaugurada en 1894.

Los primeros hechos que marcan la historia de Hurlingham tratan de una discontinuidad histórica hasta que es reconocida con su actual nombre.
Durante los primeros meses del 1723 el paraje recibió el nombre de "Paso Morales" por el nombre del propietario Alférez Domingo Morales y "Paso" porque en ese lugar era posible vadear el río.
Por los años de 1756 casi todas sus tierras eran utilizadas para el pastoreo de ganado. Más tarde el Cabildo de Buenos Aires resuelve extender la zona denominada de "pan llevar" al otro lado del Río de Las Conchas (actual Río Reconquista), convirtiéndose el área en zona agrícola.
En 1855 se creó la comuna de Morón. Al dividir su territorio en cuarteles le dio el nombre de Cuartel IV al perímetro comprendido por el Río Las Conchas al oeste, el Arroyo Morón al este, el camino del Puente Márques (actual avenida Gaona) al sur y el partido de
San Martín (actual Partido de Tres de Febrero) al norte. El Paso Morales serviría para establecer un nuevo recorrido para la línea de diligencias que iba desde Buenos Aires hacia Pilar.
La ciudad de Hurlingham no tuvo un año de fundación ni tampoco fundador. Su nacimiento es un acontecimiento espontáneo por la llegada sucesiva de distintas familias que se fueron asentando gradualmente. Puede considerarse como punto inicial de su conformación urbana la mensura de Paso Morales a cargo del Ingeniero Sourdeax, debido al contrato que firma con el juez de paz de Morón el 15 de septiembre de 1857.
En 1860 se vendió la primera fracción de terreno, junto al Paso Morales. Con fin de elaborar harina, se instaló alrededor de 1863 un molino harinero en el “Paso Morales”, la primera obra construida en ladrillo, cal y arena, explotado por la sociedad Louis Languevin y Cía. Su instalación logró el pronto desarrollo y progreso de la zona.
En 1904 el conjunto de molinos instalado en la zona quedó dentro de Campo de Mayo.
En 1872 el hacendado Don Norberto Quirno Pizarro adquiere de Santiago Davobes el casco de la estancia que recibe el nombre de "La Estanzuela", construido entre los años 1860 y 1875 de estilo italiano. Este establecimiento se dedicaba a la ganadería con mucho éxito (Gran Premio Nacional en la Exposición Continental del año 1882).
En simultáneo, el genovés Nicolás Machiavello, instaló por aquel entonces un almacén de ramos generales en donde se daban cita los troperos que desfilaban por el “Paso Morales” con arreos de vacunos y mulares.
En 1877 el albañil Carlos Luna construye un edificio de dos plantas; además de ser la vivienda de su familia, en planta baja abre el primer almacén de ramos generales y pulpería (a mil metros del molino harinero de Louis Languevín y el Río de las Conchas). Con el paso del tiempo este comercio recibe el nombre de "El Santito" por una estatua de mármol que adorna su fachada, que representa a la Virgen protectora de los genoveses. En 1888 la empresa de los hermanos Lacroze instala el servicio de tranvía rural de tracción animal. La primera estación recibe el nombre de Pereyra ya que estaba ubicada en terrenos de Doña Juana Pereyra. Aquel primer servicio tranviario estimuló la incipiente actividad hortícola de la zona. Este mismo año, al tiempo que se inaugura la estación Pereyra, el señor Juan Ravencroft habla a sus amigos del "Hurlingham Club" de Londres y les manifiesta sus deseos de formar aquí una entidad similar, una entidad dedicada a la práctica del Polo y el Hurling, un deporte  de origen irlandés parecido al Hockey sobre césped, pero de características más violentas. La práctica de este deporte fue lo que motivó primeramente el nombre del club, para luego dar nombre a la ciudad.
La idea promovida por los propios ingleses, fue sin duda un gran aporte para el crecimiento de la ciudad.
En 1889 el Sr. Hugo Scott Robson vende 34 hectáreas ubicadas cerca de la estación Pereyra y las vías del Ferrocarril Pacífico. En ese mismo año el Sr. William Lacey toma a su cargo las obras del club. Se forma una comunidad de familias inglesas (los Boadle, Drysdale, Cassells, Thompson y Windingham) que comienzan a levantar allí sus viviendas, estas familias presentaron una carta peticionando la instalación de una estación en el nuevo pueblo, evitando tener que trasladarse a las cercanías de la Chacarita, por lo cual principios de este mismo año, los señores Juan Drysdale (hijo) y Juan Ravencroft se hicieron cargo ante el Ferrocarril Pacífico solicitando la instalación de la estación en el nuevo pueblo así en 1890 la estación comienza a construirse con el nombre de Hurlingham, terminando de construirse en forma definitiva en el año 1893.
Más cercano a la zona del Arroyo Morón, en 1909, un italiano, de sólo 17 años, empezó trabajando como peón rural y terminó siendo un artífice del nacimiento de una gran ciudad. Ese pequeño joven pionero fue Santos Tesei, cuyo trabajo tuvo su mayor reconocimiento el 13 de noviembre de 1974, cuando se le otorgó oficialmente el nombre oficial de ciudad de Villa Tesei.
En 1999, bajo el gobierno de Carlos Menem, fue de visita a Argentina el ahora rey Carlos III. Durante su breve estadía en el país, visitó Hurlingham, en específico el Hurlingham Club que le dio nombre al partido. El 10 de marzo fue recibido en el club por las autoridades de este y el intendente Juan Álvarez. 

### Creación del Partido de Hurlingham
El 28 de diciembre de 1994, la Legislatura provincial sanciona la Ley 11.610/94 creando sobre el territorio del Partido de Morón los nuevos municipios de Ituzaingó y Hurlingham. Un año después, el 10 de diciembre de 1995, en la Escuela de Enseñanza Técnica "República de Perú", asumió el Dr. Juan José Álvarez, como primer Intendente e inicia su ejercicio el nuevo Municipio de Hurlingham heredando las normas y códigos del hasta entonces Partido de Morón. Hurlingham es caracterizado por sus espacios verdes (campos de investigación del Instituto Nacional de Tecnología Agropecuaria, linderos al Camino del Buen Ayre.
El escudo de Hurlingham consta de tres campos que representan las tres localidades que componen el partido de Hurlingham. (William Morris, Villa Tesei, y Hurlingham). Los tres campos están divididos por una cruz que referencia la raíz católica del pueblo. Sobre ella cae la letra H, inicial de la palabra Hurlingham. Se eligió la tipografía Times, la inglesa por excelencia de la familia de letras con serif. La cinta con los colores nacionales coronan la composición, definiendo, con el símbolo, la pertenencia a la República Argentina. Finalmente los colores (verde oscuro y rojo oscuro) dan el anclaje al origen inglés de Hurlingham, cabeza de partido. El proyecto fue pensado para su fácil reproducción tanto en color o en blanco y negro.

## Gobierno
La administración local del partido de Hurlingham está compuesta por el poder ejecutivo municipal que está encabezado por un intendente, y por el Concejo Deliberante, ambos elegidos mediante elecciones generales. Este cuerpo legislativo está conformado por 20 concejales, número determinado por el hecho de que el distrito tiene entre 80 000 y 200 000 habitantes. El partido forma parte de la primera sección electoral, división que sirve para la elección de los legisladores provinciales.

## Lista de Intendentes
| Intendente    | Mandato       | Partido               |
| ------------- | ------------- | --------------------- |
| Juan Álvarez  | 1995-2001     | Partido Justicialista |
| Luis Acuña    | 2001-2015     | Partido Justicialista |
| Juan Zabaleta | 2015-2021     | Partido Justicialista |
| Damián Selci  | 2021-2022     | Partido Justicialista |
| Juan Zabaleta | 2022-2023     | Partido Justicialista |
| Damián Selci  | 2023-presente | La Campora            |

### Concejo Deliberante de Hurlingham
El Concejo Deliberante de Hurlingham está compuesto por 20 miembros. La siguiente lista muestra su composición para los períodos actuales de 2021-2025 y 2023-2027.
| Bloques | Bloques              | Integrantes (2023-2025) |
| ------- | -------------------- | ----------------------- |
|         | Unión por la Patria  | 11                      |
|         | Juntos por el Cambio | 7                       |
|         | La Libertad Avanza   | 2                       |

## Localidades
El partido de Hurlingham se divide en tres localidades, siendo la localidad cabecera, Hurlingham.
Sus tres localidades son:
- Hurlingham
- Villa Tesei
- William C. Morris

## Geografía
Hurlingham es el segundo partido más pequeño de la provincia de Buenos Aires con 36 km², después de Vicente López.
Se encuentra ubicado en el noreste de la provincia y en la zona oeste del conurbano bonaerense siendo uno de los 135 partidos de Buenos Aires.
Limita al este con Tres de Febrero, al sur con Morón, al oeste con Ituzaingó y al norte con San Miguel.

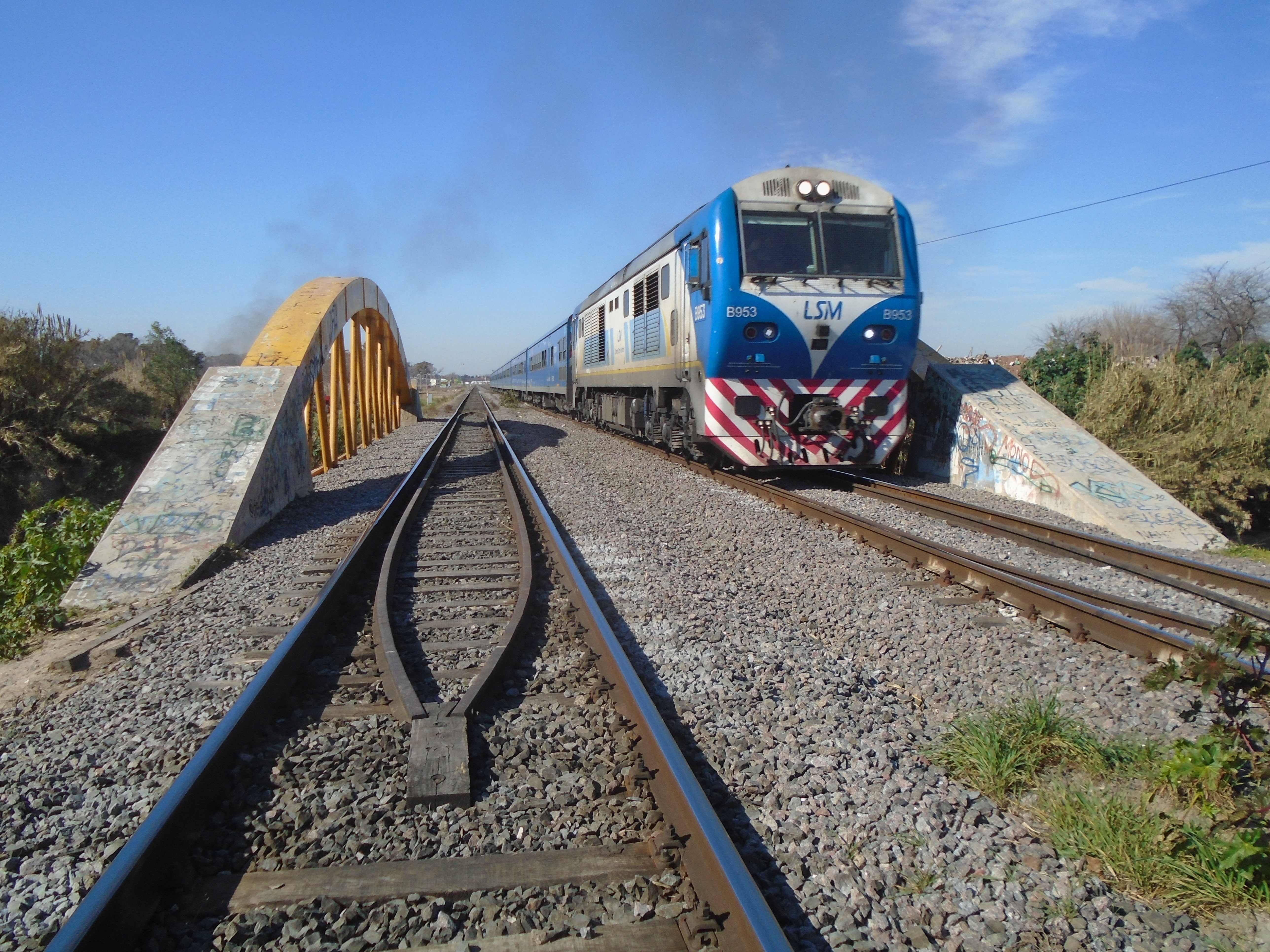
Tren de la línea San Martín cruzando el arroyo Morón (límite entre los municipios de Morón y Hurlingham).

### Límites
Sus límites son
- Río Reconquista (San Miguel).
- Combate de Pavón (Tres de Febrero).
- Arroyo Morón (Morón).
- Cañada de Juan Ruiz (Morón).
- Temperley (Morón).
- Autopista Acceso Oeste (Morón).
- Calle Dr. Nicolás Repetto (Ituzaingó).
- Calle de la Tradición (Partido de Ituzaingó)

## Población
Según los resultados definitivos del censo de 2022 la población del partido alcanza los 185 641 habitantes.
Según el censo de 2010, el partido de Hurlingham tenía 181 241 habitantes, era el 26.º partido más poblado de la provincia de Buenos Aires, pero el 12.º más denso, con una densidad de 5034,47 hab/km. El 48,15 % de la población eran hombres, mientras que el 51,85 % eran mujeres. El partido contaba con 55 122 viviendas, esto indica que vivían 3,29 personas por vivienda.
El 83,76 % de las calles están asfaltadas, el 11,20 % de las viviendas posee cloacas, una de las tasas más bajas del conurbano. En cuanto a cañerías el 92,68 % de las viviendas las poseen. El 80,39 % usa gas natural mientras que el 18,83 % usa garrafas.
El 89,70 % vive en casas y el 7,21 % en departamentos. El 58,59 % posee computadoras.
Su índice de masculinidad es de 100,1 (2010).

Distribución poblacional en 2010:
| Distribución poblacional de Hurlingham | Distribución poblacional de Hurlingham | Distribución poblacional de Hurlingham | Distribución poblacional de Hurlingham | Distribución poblacional de Hurlingham | Distribución poblacional de Hurlingham | Distribución poblacional de Hurlingham |
| Edad                                   | Población                              | %                                      | Argentinos                             | %                                      | Extranjeros                            | %                                      |
| -------------------------------------- | -------------------------------------- | -------------------------------------- | -------------------------------------- | -------------------------------------- | -------------------------------------- | -------------------------------------- |
| 0-9                                    | 27.509                                 | 15,18%                                 | 27.163                                 | 98,74%                                 | 346                                    | 1,26%                                  |
| 10-19                                  | 28.066                                 | 15,48%                                 | 27.486                                 | 98,15%                                 | 580                                    | 2,07%                                  |
| 20-29                                  | 28.941                                 | 15,97%                                 | 27.634                                 | 95,48%                                 | 1.307                                  | 4,52%                                  |
| 30-39                                  | 26.237                                 | 14,48%                                 | 25.004                                 | 95,30%                                 | 1.233                                  | 4,70%                                  |
| 40-49                                  | 21.111                                 | 11,65%                                 | 19.912                                 | 94,32%                                 | 1.199                                  | 5,68%                                  |
| 50-59                                  | 19.560                                 | 10,79%                                 | 18.319                                 | 93,66%                                 | 1.241                                  | 6,34%                                  |
| 60-69                                  | 15.278                                 | 8,43%                                  | 13.359                                 | 87,44%                                 | 1.919                                  | 12,56%                                 |
| 70-79                                  | 9.587                                  | 5,29%                                  | 8.327                                  | 86,86%                                 | 1.260                                  | 13,14%                                 |
| +80                                    | 4.952                                  | 2,73%                                  | 4.039                                  | 81,56%                                 | 913                                    | 18,44%                                 |
| Total                                  | 181.241                                | 100%                                   | 171.243                                | 94,48%                                 | 9.998                                  | 5,52%                                  |

En el partido de Hurlingham el 5,52% de su población es extranjera, provenientes de:
- Paraguay: 42,38%
- Italia: 18,41%
- Bolivia: 9,59%
- Uruguay: 7,99%
- España: 6,02%
- Chile: 4,43%
- Perú: 3,79%
- Brasil: 0,93%
- Alemania: 0,39%
- China: 0,36%
- Francia: 0,11%
- Otros: 5,59%

## Clima
El clima es templado pampeano, por lo general sus veranos son templados o calurosos mientras que sus inviernos frescos, presenta precipitaciones suficientes y en algunos casos fuertes generando inundaciones y vientos predominantes del este y del noreste.
| Parámetros climáticos promedio de Hurlingham, BA        | Parámetros climáticos promedio de Hurlingham, BA | Parámetros climáticos promedio de Hurlingham, BA | Parámetros climáticos promedio de Hurlingham, BA | Parámetros climáticos promedio de Hurlingham, BA | Parámetros climáticos promedio de Hurlingham, BA | Parámetros climáticos promedio de Hurlingham, BA | Parámetros climáticos promedio de Hurlingham, BA | Parámetros climáticos promedio de Hurlingham, BA | Parámetros climáticos promedio de Hurlingham, BA | Parámetros climáticos promedio de Hurlingham, BA | Parámetros climáticos promedio de Hurlingham, BA | Parámetros climáticos promedio de Hurlingham, BA | Parámetros climáticos promedio de Hurlingham, BA |
| Mes                                                     | Ene.                                             | Feb.                                             | Mar.                                             | Abr.                                             | May.                                             | Jun.                                             | Jul.                                             | Ago.                                             | Sep.                                             | Oct.                                             | Nov.                                             | Dic.                                             | Anual                                            |
| ------------------------------------------------------- | ------------------------------------------------ | ------------------------------------------------ | ------------------------------------------------ | ------------------------------------------------ | ------------------------------------------------ | ------------------------------------------------ | ------------------------------------------------ | ------------------------------------------------ | ------------------------------------------------ | ------------------------------------------------ | ------------------------------------------------ | ------------------------------------------------ | ------------------------------------------------ |
| Temp. máx. media (°C)                                   | 30.6                                             | 28.9                                             | 24.7                                             | 19.9                                             | 16.4                                             | 14.9                                             | 13.9                                             | 14.7                                             | 19.9                                             | 22.0                                             | 25.9                                             | 28.3                                             | 21.7                                             |
| Temp. media (°C)                                        | 23.8                                             | 22.7                                             | 21.0                                             | 16.9                                             | 13.7                                             | 10.6                                             | 9.3                                              | 9.5                                              | 13.9                                             | 16.4                                             | 19.1                                             | 22.9                                             | 16.7                                             |
| Temp. mín. media (°C)                                   | 16.9                                             | 16.2                                             | 15.1                                             | 11.0                                             | 7.7                                              | 4.7                                              | 4.1                                              | 6.7                                              | 9.5                                              | 11.8                                             | 14.2                                             | 17.0                                             | 11.2                                             |
| Precipitación total (mm)                                | 109.1                                            | 133.0                                            | 141.8                                            | 103.1                                            | 76.9                                             | 72.3                                             | 66.5                                             | 69.0                                             | 71.2                                             | 113.3                                            | 105.2                                            | 96.9                                             | 1158.3                                           |
| Días de precipitaciones (≥ )                            | 6                                                | 14                                               | 13                                               | 11                                               | 9                                                | 8                                                | 6                                                | 7                                                | 11                                               | 10                                               | 7                                                | 5                                                | 107                                              |
| Horas de sol                                            | 270                                              | 240                                              | 190                                              | 175                                              | 170                                              | 135                                              | 140                                              | 175                                              | 180                                              | 215                                              | 255                                              | 260                                              | 2405                                             |
| Humedad relativa (%)                                    | 65                                               | 81                                               | 84                                               | 83                                               | 75                                               | 68                                               | 77                                               | 80                                               | 81                                               | 79                                               | 77                                               | 61                                               | 75.9                                             |
| Fuente: Servicio Meteorológico Nacional[cita requerida] |                                                  |                                                  |                                                  |                                                  |                                                  |                                                  |                                                  |                                                  |                                                  |                                                  |                                                  |                                                  |                                                  |

### Nevadas
Durante los días 6, 7 y 8 de julio de 2007, se produjo la entrada de una masa de aire frío polar, como consecuencia de esto el día lunes 9 de julio, la presencia simultánea de aire muy frío, tanto en los niveles medios de la atmósfera como en la superficie, dio lugar a la ocurrencia de precipitación en forma de aguanieve y nieve conocida como nevadas extraordinarias en la ciudad de Buenos Aires ya que esto ocurrió prácticamente en todo Buenos Aires y demás provincias. Fue la tercera vez en la que se tiene registro de una nevada en el partido, las anteriores veces fueron en los años 1912 y 1918.

## Infraestructura
En materia de salud el partido contaba con el hospital municipal (San Bernardino) que fue cerrado luego de la pandemia, un Hospital Oftalmológico y un Hospital Odontológico, además de un centro municipal de estimulación temprana y 10 centros de salud. También se agregó un nuevo hospital municipal llamado Papa Francisco.
En Materia de Seguridad cuenta con cinco Comisarías (Hurlingham, Tesei, Morris, Barrio Mitre y Villa Club) y una comisaría de la mujer. Además cuenta con un complejo sistema de cámaras de seguridad (147) ya distribuidas estratégicamente, sumado a las más de 70 que desde 2016 fueron licitadas, siendo estas monitoreadas por una nueva Secretaría de Seguridad (CIP - Centro Integral de Prevención).
Por último en materia de Seguridad, se agregaron Corredores Escolares Seguros, como también Postas Policiales con detectores de patentes (LPR - License Plate Registration).
En deporte y cultura posee dos polideportivos y tres centros culturales donde se desarrollan diversas actividades.

## Deportes y Educación
El partido cuenta con tres clubes de rugby Asociados a la URBA (Unión de Rugby de Buenos Aires): Curupaytí, Hurling club y El Retiro; posee además varios clubes de hokey sobre césped, de Hurling y una liga de fútbol infantil.
Entre los eventos más importantes que se desarrollan en el distrito está el Campeonato Abierto de Polo del Hurlingham Club (que se disputa desde 1893, en aquella primera ocasión como Campeonato Argentino). También posee algunos clubes de baloncesto, tales como el practicado en La Municipalidad de Hurlingham y también en el Club Deportivo Defensores de Hurlingham.
El partido cuenta con numerosos establecimientos educativos estatales y privados, siendo los más renombrados los colegios privados St. Hilda's College , St. Paul's College y Deutsche Schule Hurlingham.
Durante 1990 y 2006 contaba con una liga de fútbol amateur llamada "Liga regional Oeste", actualmente disuelta.
En términos educativos, se destaca la Universidad Nacional de Hurlingham (UNAHUR), una universidad pública que se ubica en la localidad de Villa Tesei y fue creada a fines del año 2015.

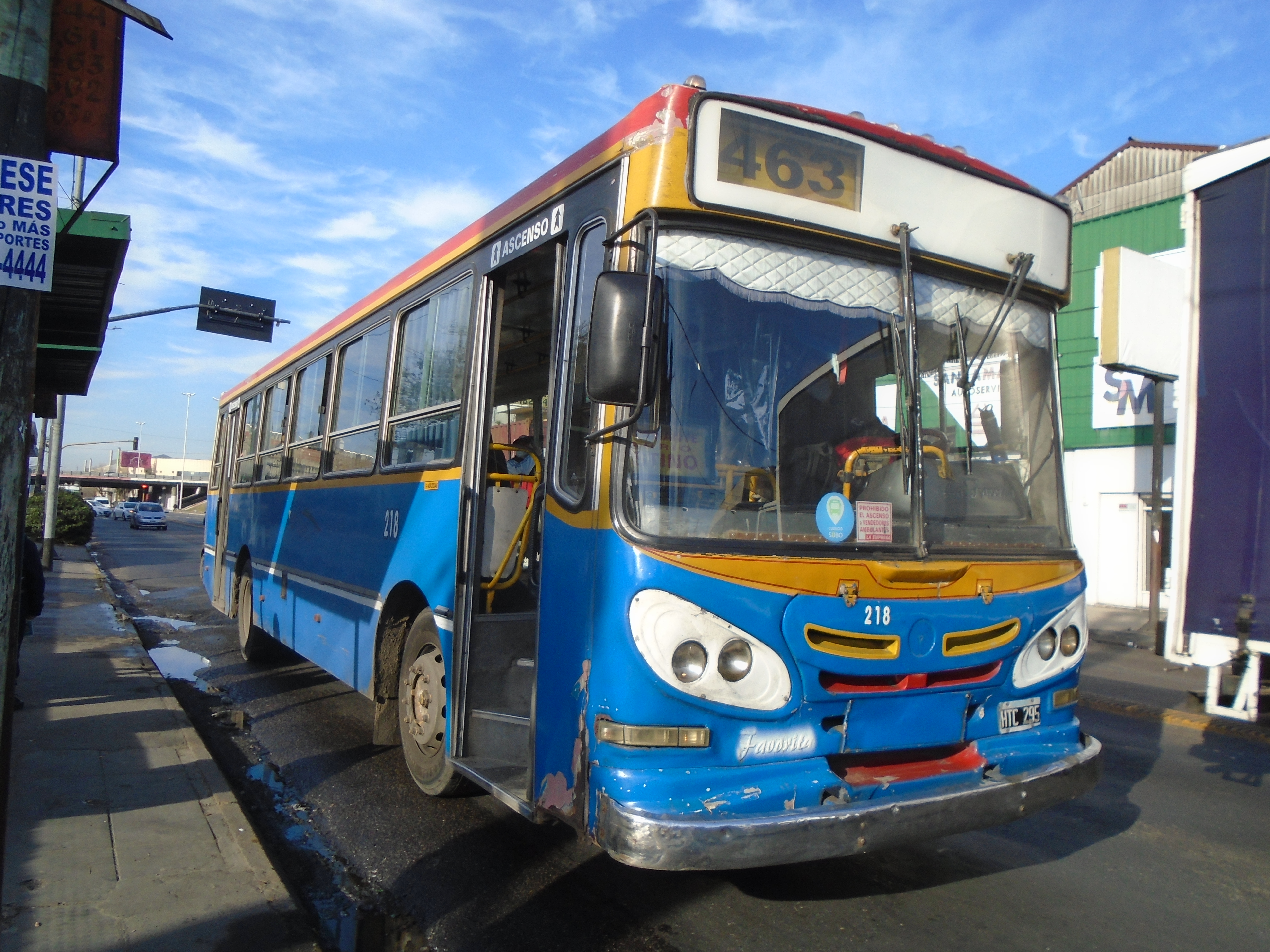
Colectivo de la línea 463, a su paso por la Av. Vergara.

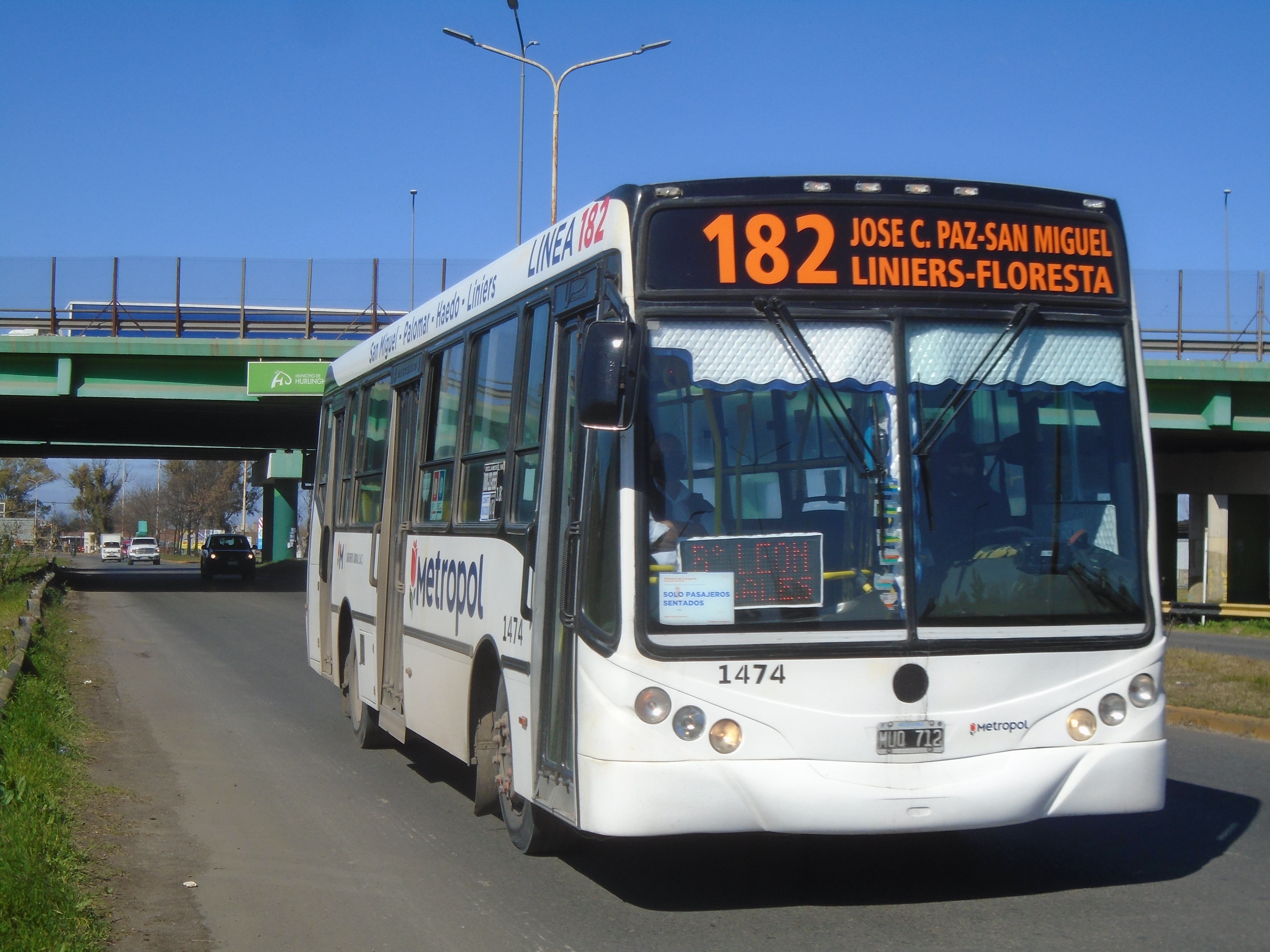
Colectivo de la línea 182 pasando por debajo del Camino del Buen Ayre.

## Juegos Olímpicos de la Juventud 2018
Los Juegos Olímpicos de la Juventud de Buenos Aires 2018 (Buenos Aires 2018 Summer Youth Olympic Games, en inglés) fue la tercera edición de los Juegos Olímpicos de la Juventud, un evento multideportivo internacional realizado cada cuatro años por el Comité Olímpico Internacional. Esta versión de los juegos se realizó en la ciudad de Buenos Aires y las localidades de Hurlingham y Villa Martelli (Partido de Vicente López) siendo la primera vez que estos se realizan fuera del continente asiático.
Los juegos, que se desarrollaron del 6 al 18 de octubre de 2018, contaron con la misma cantidad de atletas hombres que de mujeres, 1893 mujeres y 1893 hombres, un total de 3786 atletas. Gran parte de las instalaciones se encuentran en la ciudad distribuidas uniformemente en los barrios de la ciudad, solo el parque tecnológico, las sedes de Ciclismo BMX Y TMB y Golf estarán fuera de la ciudad.
Buenos Aires organizó por primera vez un evento multideportivo juvenil, con el fin de impulsar la práctica el deporte entre los jóvenes. Anteriormente, había organizado los Juegos Panamericanos de 1951 y los Juegos Sudamericanos de 2006. La ciudad comenzó a mostrar interés en organizar una edición de este evento a mediados de 2011, siendo electa el 4 de julio de 2013 como ciudad anfitriona, sobreponiéndose a las propuestas de Medellín y Glasgow.
El Hurlingham Club ubicado en la localidad de Hurlingham, fue la sede del Golf en los juegos Olímpicos de la juventud.

## Transporte
El municipio cuenta con numerosos medios de transporte, entre los que se destacan los ómnibus de corta y media distancia.
También cuenta con el ferrocarril San Martín que efectúa su servicio entre la estación de Dr. Domingo Cabred (Open Door, Partido de Luján) y la estación de Retiro en la ciudad de Buenos Aires.
Y cuenta también con el ferrocarril Urquiza, que efectúa su servicio entre la estación de Gral. Lemos (partido de San Miguel) y la estación de Federico Lacroze (barrio porteño de Chacarita).
- Colectivos: líneas 53 163 182 237 244 302 303 320 338 390 443A 461 462 463 464

Una lista completa de líneas de colectivos con sus recorridos que pasan por el partido de Hurlingham se puede encontrar en portal de El Sitio de Hurlingham Archivado el 29 de octubre de 2013 en Wayback Machine..

### Estaciones de ferrocarril
• Línea San Martín:
- Estación Hurlingham
- Estación William Morris

• Línea Urquiza:
- Estación Jorge Newbery
- Estación Rubén Darío
- Estación Ejército de los Andes
- Estación Juan B. de La Salle